# Tokugawa Iemitsu
Tokugawa Iemitsu  (徳川 家光?), alle volte indicato erroneamente come Iyemitsu, (Edo, 12 agosto 1604 – Edo, 8 giugno 1651) è stato un militare giapponese.
Figlio di Tokugawa Hidetada, fu il terzo shōgun dello shogunato Tokugawa.

## Infanzia
Della sua infanzia si sa poco; era il primo figlio maschio di Hidetada ed ebbe una sorella maggiore (Senhime), un fratello (Tadanaga) e una sorella minore (Masako). Sua madre (Oeyo) e suo padre sembrarono a lungo favorire Tadanaga, e tra i due fratelli nacque una profonda rivalità.

## Governo claustrale di Hidetada
Nel 1623, comunque, Hidetada abdicò in favore di Iemitsu. Hidetada continuò ad amministrare lo stato attraverso il governo del chiostro, perciò la carica di Iemitsu fu a lungo solo nominale, ma il gesto del padre eliminava il rischio di guerre di successione tra i figli; Tadanaga venne invece nominato daimyō di Suruga, Totomi e Kai.

### Lo "scandalo della veste viola"
Nel 1627 Iemitsu e Hidetada si recarono in visita dall'Imperatore Go-Mizunoo a trovare Masako, che nel 1620 aveva sposato l'Imperatore; il fidanzamento era stato già una volta in crisi quando era venuta alla luce una precedente relazione di Go-Mizunoo con una principessa imperiale. 
Durante la visita degli shōgun si verificò lo "scandalo della veste viola" (紫衣事件?, shi-e jiken); la "veste viola" era un indumento onorifico che gli imperatori concedevano ad esponenti particolarmente in vista del clero buddhista, e il governo shogunale aveva vietato nuove concessioni per due anni, nel tentativo di ridurre la stretta relazione tra la comunità religiosa e la corte imperiale. Tuttavia, in questo periodo Go-Mizunoo lo aveva concesso a più di dieci monaci, ma senza la volontà di sfidare apertamente il governo: probabilmente per incuria, o perché i funzionari imperiali non credevano che lo shogunato avrebbe reagito per una piccola infrazione. 
Gli shōgun invece reagirono violentemente, invalidando le concessioni e pretendendo le scuse dell'imperatore.  Durante l'incontro, all'apice della tensione, Iemitsu introdusse a corte la propria bambinaia, che non apparteneva all'aristocrazia e dunque violava uno storico tabù. L'imperatore, umiliato, abdicò in favore della figlia che aveva avuto con Masako (e dunque nipote di Iemitsu) che divenne l'Imperatrice Meishō. I due shōgun si trovarono così strettamente imparentati con l'imperatrice regnante.

## Shōgun a tutti gli effetti
Nel 1632 Hidetada morì, e Iemitsu ebbe maggiore libertà di azione.  Temendo ancora un tentativo di ribellione del fratello minore, nel 1631 lo fece mettere agli arresti a Kōfu per l'uccisione di un vassallo e altri atti di violenza. Nel 1633 Tadanaga compì seppuku e l'autorità di Iemitsu divenne finalmente indiscussa.
Hidetada aveva lasciato dei daimyō anziani e fedeli come consiglieri di Iemitsu, ma dopo la morte di Hidetada lo shōgun se ne sbarazzò; al loro posto mise alcuni suoi amici d'infanzia, con il cui aiuto diede il via a una serie di riforme volte a centralizzare l'amministrazione statale. L'opera di centralizzazione gli creò diversi oppositori tra i daimyō, ma riuscì a rimuovere i suoi nemici dai loro incarichi senza innescare rivolte da parte loro.
Una rivolta popolare scoppiò invece a Shimabara, vicino Nagasaki, tra il 1637 e il 1638 (rivolta di Shimabara); il motivo della rivolta furono le politiche repressive dello shogunato nei confronti del Cristianesimo, che nell'area aveva numerosi adepti. La rivolta, animata principalmente da contadini, venne soppressa nel sangue, e ad essa seguirono esecuzioni sommarie dei sospetti sostenitori. Nel 1641 Iemitsu varò un decreto, che successivamente divenne noto come sakoku ("Paese blindato"), con il quale proibì ogni forma di contatto tra la popolazione giapponese e gli stranieri; uniche eccezioni divennero il porto di Nagasaki, attraverso il quale transitavano le merci olandesi, e il regno di Ryu Kyu, passato sotto il controllo dei daimyō di Satsuma nel 1609, attraverso il quale entravano in Giappone le merci cinesi.
Nel 1643 l'imperatrice Meishō abdicò, e le succedette il fratellastro Go-Kōmyō, che criticò aspramente lo shogunato e i suoi modi violenti di gestire la politica; tuttavia, il potere imperiale non era ormai in grado di mettere i daimyō contro lo shōgun, e le sue critiche non furono raccolte.
Iemitsu morì a 47 anni; gli succedette il figlio Ietsuna, di soli 10 anni.

## Nella cultura di massa
Tokugawa Iemitsu compare come antagonista, in un episodio della seconda stagione della serie televisiva Legends of Tomorrow.